# 炎と森のカーニバル
炎と森のカーニバル（ほのおともりのカーニバル）とは、2013年10月12日・13日・14日にSEKAI NO OWARIによって行われた、セルフプロデュースによる初の野外ワンマンフェスティバルである。3日間で6万人の観客が集まった。

## 概要
炎と森のカーニバルは、SEKAI NO OWARIのボーカルであるFukaseの夢の中を忠実に再現したものとなっている。本人曰く、「自分が寝ているときによく見る夢を再現した」とのこと。富士急ハイランドの敷地内を使用し、およそ30mの巨大樹の下で、3日間で6万人の観客が音楽や演出を楽しんだ。なお、前回のアリーナーツアーでも使用された「スターライトリング」が今回も採用され、演出の一つとして活躍し、Saori提案のウォータースクリーンも適所に演出が施された。しかし、そのウォータースクリーンによって機材が破損してしまい、スターライトパレードのイントロが流れたままになるというハプニングが発生する一幕もあった。
最終日の公演で、『ARENA TOUR 2014 「炎と森のカーニバル -スターランド編-」』の開催が発表された。

## 演出・企画
30mの樹や、それを飾る電飾、ウォータースクリーン、約300人の全スタッフが仮装するなど、総製作費は5億円かかっている。 
会場内では、「Fight Music」、「幻の命」、「ファンタジー」、「深い森」、「青い太陽」など、過去に発売された楽曲名が付いたアルコールが、Fukaseのプロデュースで販売された。また、DJ LOVEの顔がデフォルメされた肉まん、「ラブまん」がSaoriプロデュースで販売された。
観覧客の仮装をSEKAI NO OWARIが審査してグランプリを決める「仮装コンテスト」も同時に開催された。グランプリを獲った人には、その衣装から受けるインスピレーションでつくられた曲をプレゼントされる。そして2014年2月28日に、グランプリが1組と準グランプリが3組発表された。また、仮装して参加するだけでもささやかなプレゼントがある。

## セットリスト
3曲目以外は、3日間共通のものとなる。『マダム・マーマレードの異常な謎』の主題歌である「Death Disco」など新曲も披露された。
- 01 Love the warz
- 02 虹色の戦争
- 03 illusion（12日）/ 生物学的幻想曲（13日）/ 世界平和（14日）
- 04 ファンタジー
- 05 白昼の夢
- 06 天使と悪魔
- 07 花鳥風月
- 08 Death Disco
- 09 broken bone
- 10 深い森
- 11 眠り姫
- 12 幻の命
- 13 アースチャイルド
- 14 yume
- 15 RPG

＜アンコール＞
- EN01. スターライトパレード
- EN02. Fight Music
- EN03. インスタントラジオ

## その他
公演2日目は、Fukaseの誕生日であり、観客が「HAPPY BIRTHDAY」を大きな声で歌うというプレゼントが贈られた。
また、雑誌「ROCKIN'ON JAPAN」にSEKAI NO OWARI特集が組まれ、その中で炎と森のカーニバルの全貌が紹介された。。